# Alfa Special Special
Chronologie des modèles (1963 - 1965)
Aucun Aucun
L'Alfa Special Special est une monoplace de Formule 1 conçue par Peter de Klerk qui l'engage notamment aux Grand Prix automobile d'Afrique du Sud 1963 et 1965 ainsi qu'au Grand Prix automobile du Mozambique en 1962 et 1963.

## Historique
Peter de Klerk engage sa monoplace à son Grand Prix national en 1963 et se qualifie seizième devant Sam Tingle. Il abandonne au cinquante-troisième tour à cause d'un problème de boîte de vitesses. 
Il réitère l'expérience en 1965 et se qualifie dix-septième devant John Love derrière Paul Hawkins. Il termine la course dixième.

## Résultats en championnat du monde de Formule 1
| Saison | Écurie       | Moteur                  | Pneumatiques | Pilotes        | Courses | Courses | Courses | Courses | Courses | Courses | Courses | Courses | Courses | Courses | Points inscrits | Classement |
| Saison | Écurie       | Moteur                  | Pneumatiques | Pilotes        | 1       | 2       | 3       | 4       | 5       | 6       | 7       | 8       | 9       | 10      | Points inscrits | Classement |
| ------ | ------------ | ----------------------- | ------------ | -------------- | ------- | ------- | ------- | ------- | ------- | ------- | ------- | ------- | ------- | ------- | --------------- | ---------- |
| 1963   | Otelle Nucci | Alfa Romeo Giulietta L4 | Dunlop       |                | MON     | BEL     | P-B     | FRA     | GBR     | ALL     | ITA     | USA     | MEX     | AFS     | 0               | Non classé |
| 1963   | Otelle Nucci | Alfa Romeo Giulietta L4 | Dunlop       | Peter de Klerk |         |         |         |         |         |         |         |         |         | Abd.    | 0               | Non classé |
| 1965   | Otelle Nucci | Alfa Romeo Giulietta L4 | Dunlop       |                | AFS     | MON     | BEL     | FRA     | GBR     | P-B     | ALL     | ITA     | USA     | MEX     | 0               | Non classé |
| 1965   | Otelle Nucci | Alfa Romeo Giulietta L4 | Dunlop       | Peter de Klerk | Abd.    |         |         |         |         |         |         |         |         |         | 0               | Non classé |

Légende : ici 